# Clase Durand de la Penne
La Clase Durand de la Penne es una serie de dos unidades de destructor lanzamisiles en activo en la Marina de Italia. El diseño es una mejora de los destructores clase Audace, con mayor tamaño, propulsión CODOG y electrónica moderna. Inicialmente estaban previstas cuatro unidades, pero el segundo par fue cancelado tras la incorporación de Italia al proyecto Horizon. Los Durand de la Penne están fuertemente armados con una combinación de cañones de diverso calibre; misiles antiaéreos, antibuque y antisubmarinos; y torpedos.

## Orígenes
Esta clase de destructores recibe el nombre de Luigi Durand de la Penne, un famoso buzo que sirvió en la Regia Marina durante la Segunda Guerra Mundial. Junto a otros miembros del X MAS realizó una de las misiones más conocidas de la historia con torpedos humanos, dañando durante su acción del 19 de diciembre de 1941 los acorazados británicos Queen Elizabeth y Valiant que se encontraban en el puerto de Alejandría.
Esta nueva clase fue concebida como destructores muy avanzados, con mejoras respecto a los anteriores tipos en casi todos los aspectos del diseño. Debido a que rara vez los buques de la Marina Militare eran construidos a partir de cero, especialmente por motivos económicos, es conveniente analizar la evolución de este proyecto empezando por la primera clase de destructores misilísticos italianos.
El primer paso en este "crecimiento acumulativo" de mejoras y conocimientos fueron los clase Impavido, los primeros destructores misilísticos, que a su vez eran una mejora respecto al diseño de los destructores clase Impetuoso. Los Impavido fueron dados de alta a comienzos de la década de 1960 siendo equiparables en capacidades a los destructores estadounidenses clase Charles F. Adams. Ambos estaban equipados con un sistema de misiles Tartar, un lanzador Mk 13, en torno a 40 misiles y dos radares de control de tiro; situado todo a popa del barco. Además las dos clases estaban provistas de dos cañones de 127 mm, pero los americanos los situaban en dos montajes simples tipo Mk 42, uno a proa y otro a popa; mientras que los Impávido utilizaban una torreta doble, más antigua, del tipo Mk 38.
Una de las diferencias reside en el armamento secundario. Mientran ambos portan lazadores de torpedos ligeros, el resto es diferente. Los Adams poseen un lanzador ASROC de lucha antisubmarina, empleado para contrarrestar el creciente número de sumergibles soviéticos. Los Impavido carecen de dicho sistema, pero en cambio estaban equipados con 4 cañones de 76mm. El Mediterráneo, en donde el riesgo de ataques aéreos es mucho mayor, ha condicionado las características de los buques de guerra italianos portando más armamento antiaéreo de corto alcance de lo normal. Este hecho no es apliable para buques oceánicos, con más amenazas submarinas que aéreas. En ese sentido y a modo de ejemplo, durante la Guerra de las Malvinas, la mayor parte de las amenazas para la Marina Real Británica provinieron de los aviones argentinos debido en gran parte a la excesiva especialización antisubmarina en detrimento de la antiaérea; lo que tras la guerra se tradujo en la instalación de sistemas CIWS en sus barcos de guerra.